# Christian Thornam

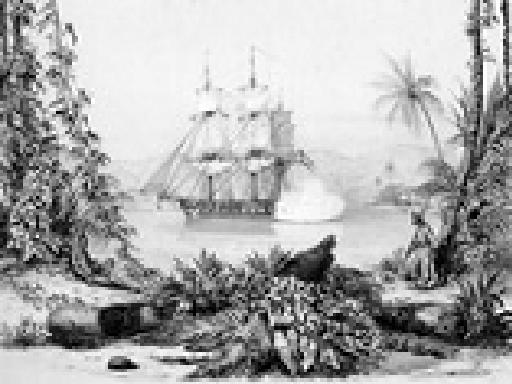
Fartyget Galathea vid Nicobaröarna 1846 av Thornam

Johan Christian Thornam, född 28 januari 1822i Köpenhamn, död 6 februari 1908 i Frederiksberg, var en dansk naturhistorisk tecknare, kopparstickare och upptäcktsresande. Thornam deltog i den första danska världsomseglingen åren 1845-1847 . 

## Biografi
Johan Christian Thornam föddes 1822 som andre son till familjen Peter Frederik Thornam (1777-1834) och dennes fru Else Marie Eisen (1794-1874). Hans äldre bror August Wilhelm (6 maj 1813-4 april 1880) blev senare läkare.
Thornam började intressera sig för naturhistoriska föremål och började kring 1836 som tecknare hos botanikern Anders Sandøe Ørsted. Åren 1832-1842 studerade han vid Det Kongelige Danske Kunstakademi varefter han senare samma år började som adept hos konstnären Caspar Peter Kongslev. 1840 tilldelades han det danska konstnärspriset De Neuhausenske Præmier. Han värvades senare till att delta i Galathea-expeditionen.
Den 24 juni 1845 lämnade korvetten Galathea hamnen i Köpenhamn. Under resan tecknade Thornam både vetenskapliga teckningar och naturmotiv.
Under vistelsen bland Nikobarerna hamnade han i dispyt med expeditionens botaniker Bernhard Casper Kamphǿvener som den 5 februari 1846 utmynnade i en duell.
1850 började han som tecknare och kopparstickare för Flora Danica, från 1867 erhöll han fast anställning Från 1867 var han även lärare i teckning av växter för naturhistoriska studenter.
Den 5 maj 1852 gifte Thornam sig i Roskilde med Georgia Elisa Augusta Fritz (27 april 1830-16 januari 1896), paret fick senare dottern Elisa Marie Thornam som också blev konstnär.
1851 utkom första upplagan av ”Skizzer paa Corvetten Galatheas Jordomsejling 1845-1847” och 1867 utgavs ”Afbildninger til Brug ved Undervisningen i Zoologi”.
Thornam avled 1908 och ligger begravd på Lyngby Assistens Kirkegård i Kongens Lyngby.